# Горњи Орашац
Горњи Орашац је насељено место у Босни и Херцеговини у општини Добретићи. Административно припада Федерацији Босне и Херцеговине, односно њеном Средњобосанском кантону. Према попису становништва из 2013. у насељу је било 45 становника, а већинску популацију у насељу чинили су Хрвати.
До 1992. село се налазило у саставу некадашње општине Скендер Вакуф чији највећи део је ушао у састав Републике Српске где је организован као општина Кнежево.

## Становништво
По последњем службеном попису становништва из 2013. године у насељу Горњи Орашац живело је 45 становника, а село је било етнички хомогено са већинском хрватском популацијом.
| Националност | 2013. | 1991.        | 1981.        | 1971.        |
| Хрвати       | —     | 174 (99,43%) | 241 (98,37%) | 206 (98,10%) |
| Срби         | —     | 0            | 1 (0,40%)    | 3 (1,42%)    |
| Бошњаци      | —     | 0            | 0            | 0            |
| Југословени  | —     | 0            | 3 (1,22%)    | 0            |
| остали       | —     | 1 (0,57%)    | 0            | 1 (0,47%)    |
| Укупно       | 45    | 175          | 245          | 210          |